# Красне (Березинський район, Селібська сільська рада)
Красне (біл. вёска Красное) — село в складі Березинського району Мінської області, Білорусь. Село підпорядковане Селібській сільській раді, розташоване в східній частині області.